# 指定地點閃電戒備
指定地點閃電戒備 為一個由香港天文台推出的網上閃電位置戒備服務。用戶需要輸入其所在位置，之後選擇需要戒備的範圍，當範圍內一有閃電，用戶將會收到通知。
天文台同時於2010年6月4日舉行講座介紹是項服務，有約70位來自物業管理公司和康樂及文化事務署的泳池及戶外康樂設施管理人員參加
。